# Lambert Schlechter
Lambert Schlechter (Ciutat de Luxemburg, 4 de desembre de 1941) és un escriptor i filòsof luxemburguès resident a Eschweiler. Va estudiar filosofia i lletres a París i Nancy i fou professor de filosofia i literatura francesa al liceu d'Echternach. Lambert Schlechter és membre de l'institut Gran Ducat en la secció d'arts i lletres, membre i ex-sotspresident de l'Associació d'Escriptors Luxemburguesos, expresident del Consell Nacional del Llibre i membre i ex-sotspresident de la secció luxemburguesa d'Amnistia Internacional. Fou nomenat Cavaller de les Arts i de les Lletres el 2001.

## Premis
- 1981 Premi del Concurs Literari Nacional, De bello gallico
- 1986 Premi del Concurs Literari Nacional, Angle mort
- 2007 Menció Especial del Jurat en el Gran Premi Léopold Sédar Senghor
- 2007 Premi Servais, Le murmure du monde
- 2010 Premi Birago Diop, Salon international des Poètes francophones, Bénin
- 2014 Premi Batty Weber

## Obra
- "Das grosse Rasenstück", 1981
- La muse démuselée, 1982

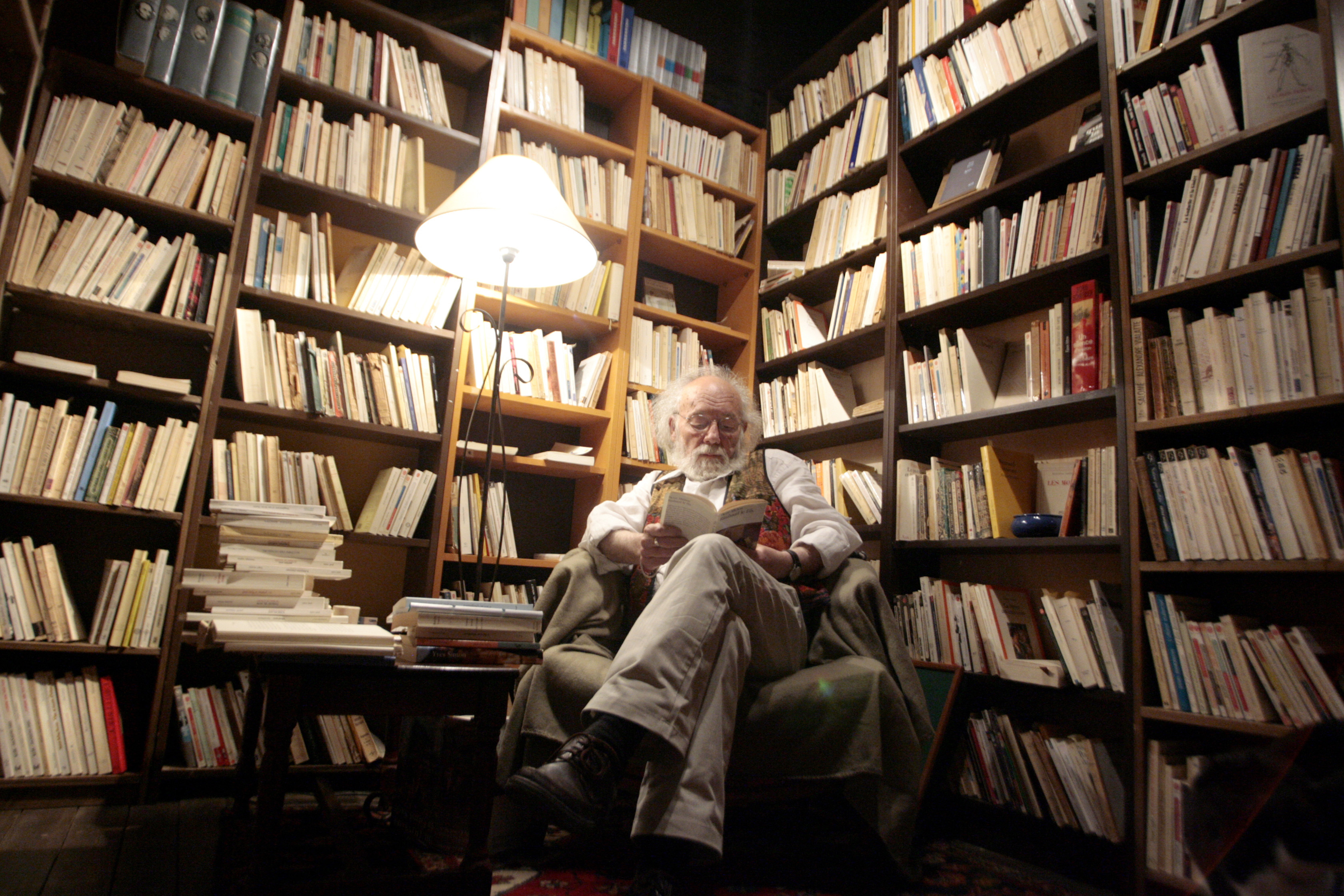
Lambert Schlechter, 2011. (Pierre Matgé).

- Angle mort, le livret de la cambuse, 1988
- Pieds de mouche, 1990
- Le silence inutile, 1991
- Ruine de parole, 1993
- Honda rouge et cent pigeons, 1994
- Partances, 2003
- Smoky, 2003
- Le papillon de Solutré, 2003
- Le monde immodérément, 2004
- Le murmure du monde, 2006
- Ici c’est comme nulle part, 2007
- Petits travaux dans la maison, 2008
- Pourquoi le merle de Breughel n'est peut-être qu’un corbeau, 2008
- La robe de nudité, 2008
- L'envers de tous les endroits, 2010
- La trame des jours,2010
- Lettre à Chen Fou et autres proseries, 2011
- La pivoine de Cervantès et autres proseries, 2011
- Les repentirs de Froberger, quatrains biographiques, 2011
- Piéton sur la voie lactée, petites parleries au fil des jours, neuvains', Éditions phi, coll. graphiti, 2012, ISBN 978-2-87964-195-9

### En antologies poètiques
- "Der Fährmann / Die Töpferin", a "Schriftbilder, Neue Prosa aus Luxemburg", 1984
- "Das Sternbild und die Wildsau", a "Nach Berlin", 1984
- "Johann Sebastian und die Daumenschraube", a "In Sachen Papst, Texte zum Papstbesuch in Luxemburg 1985", 1985
- Le mâle entendu, Texticules, a "Lustich, Texte zur Sexualität", 1987
- "Kleine Gespräche mit Eugenio", a Poésie Internationale, 1987
- Abrégé du petit jour, a L'année nouvelle, 71 nouvelles, 1993
- Bréviaire du temps réel, a Europe, revue littéraire mensuelle, 1995
- Les aquarelles du caporal, a Frontière belge, 1996, Éditions de l'Aube
- Ticket pour ailleurs, a Des trains passent la frontière, 1997, Éditions de l'Aube
- Jamais je n'ai eu soif autant, a Histoires d'eaux, 1998, Le Castor Astral
- Quand / Ecrire, a Au fil du temps, 1999, Le Castor Astral
- Lapsus encore / Onze chances sur douze, a Douze auteurs luxembourgeois, 1999, Édition phi
- Offrande pour bongo & clavicorde, a Cahiers francophones d'Europe Centre-orientale, La francophonie du Grand-Duché de Luxembourg 1999, Édition phi
- Ici c'est comme nulle part, a Poète toi-même / 40 poètes, une anthologie de poésie contemporaine, 2000, Le Castor Astral
- Noircir de nuit la blanche feuille, a "Virum wäisse Blat", 2003, Éditions Guy Binsfeld
- Le paysage à travers la littérature, antologia, a Naturopa No 103 / 2005
- Je me souviens de Bruxelles, a Escales du Nord, 2006, Le Castor Astral
- Plus juillet que ça tu meurs, a Au jour le jour, 2006, Éditions phi
- "Il seminatore di parole", (Le semeur de paroles, traduït per Stefania Ricciardi a "Le parole dei luoghi", antologia de nominats al "Premi Stellato", Salerno, 2006
- Rabiot dans les jours, a Neige d'août, revue de littérature & d'Extrême-Orient, No 15 tardor 2006,
- Le murmure du monde, a L'année poétique 2007, Éditions Seghers, Paris 2007
- La promesse de Wenders / Refuge exotique a Gare maritime, Maison de la poésie de Nantes, 2007
- Les repentirs de Froberger, a Littérature et peinture sauvages, Les coups de cœur de Pirotte, Les Amis des Ardennes, No 16, 2007
- Question suspendue, a Au bout du bar, Éditions Apogée, Rennes, 2007
- Le silence inutile, a "Völkerfrei" (Klaus Wiegerling, Hg.), Edition Krautgarten, 2007
- Où demeurer ailleurs que là, phi, coll. aphinités, 2007
- Le traverseur du jour, a Poésies de langue française, Éditions Seghers, 2008
- Nous ne savons rien de la lune, a Espaces, fictions européennes,, Observatoire de l'Espace / CNES, 2008
- L'épreuve, a "Konterlamonter", Éditions Guy Binsfeld, 2008
- Postface à Maram Al-Masri, Je te menace d'une colombe blanche, Éditions Seghers, collection Autour du monde, 2008
- Le tram de Beggen et autres micromythologèmes, a "Wat mir sin", Éditions phi, coll. aphinités, 2008,
- Jours enfantins au royaume du Luxembourg, Éditions phi, coll. aphinités, 2010

### Contribucions sonores
- Voix d'écrivains, CD, Éditions accents graves, 2002 / 2004, Québec
- Poèmes en cavale, CD, lecture au Pannonica / Nantes, 14 juny 2006, editat per la Maison de la poésie de Nantes
- Poésie International 2007, CD, "Spielboden", Dornbirn (Àustria), lecture publique, 29 abril 2007, editor "Literatur Vorarlberg"
- Voix de la Méditerranée, CD, Festival de poesia, antologia dels participants 1997-2007, Lodève (Erau, Languedoc-Roussillon)